# Film col maggior incasso per ogni anno in Italia
Questa è una lista dei film col maggior incasso per ogni anno in Italia. Gli incassi sono espressi in euro e/o in lire, inoltre questa lista non tiene conto del tasso d'inflazione e del sovrapprezzo delle uscite in 3D o IMAX.

## La lista
| Stagione o anno | Film                                    | Incasso (miliardi di lire) | Incasso (milioni di euro) |
| --------------- | --------------------------------------- | -------------------------- | ------------------------- |
| 1954-55         | Ulisse                                  | 1,805                      | 24,552                    |
| 1955-56         | L'amore è una cosa meravigliosa         | 1,900                      | 24,106                    |
| 1956-57         | Guerra e pace                           | 2,370                      | 28,756                    |
| 1957-58         | I dieci comandamenti                    | 2,500                      | 30,254                    |
| 1958-59         | La tempesta                             | 1,750                      | 20,638                    |
| 1959-60         | La dolce vita                           | 2,271                      | 26,075                    |
| 1960-61         | Ben-Hur                                 | 2,500                      | 27,461                    |
| 1961-62         | El Cid                                  | 2,100                      | 21,277                    |
| 1962-63         | Il Gattopardo                           | 2,323                      | 22,436                    |
| 1963-64         | Cleopatra                               | 2,200                      | 20,167                    |
| 1964-65         | Agente 007 - Missione Goldfinger        | 3,500                      | 31,350                    |
| 1965-66         | Per qualche dollaro in più              | 3,492                      | 30,689                    |
| 1966-67         | Il dottor Živago                        | 6,000                      | 51,859                    |
| 1967-68         | Helga                                   | 2,400                      | 20,407                    |
| 1968-69         | Serafino                                | 3,073                      | 24,825                    |
| 1969-70         | Nell'anno del Signore                   | 3,218                      | 24,750                    |
| 1970-71         | Per grazia ricevuta                     | 3,996                      | 29,318                    |
| 1971-72         | ...continuavano a chiamarlo Trinità     | 3,996                      | 29,318                    |
| 1972-73         | Il padrino                              | 10,000                     | 58,202                    |
| 1973-74         | ...altrimenti ci arrabbiamo!            | 6,443                      | 30,982                    |
| 1974-75         | Fantozzi                                | 5,072                      | 21,451                    |
| 1975-76         | Amici miei                              | 7,572                      | 26,198                    |
| 1976-77         | King Kong                               | 7,000                      | 21,524                    |
| 1977-78         | Guerre stellari                         | 9,000                      | 24,340                    |
| 1978-79         | Grease (Brillantina)                    | 8,000                      | 17,838                    |
| 1979-80         | Kramer contro Kramer                    | 3,377                      | N.D.                      |
| 1980-81         | Ricomincio da tre                       | 15,000                     | N.D.                      |
| 1981-82         | Innamorato pazzo                        | 12,000                     | N.D.                      |
| 1982-83         | E.T. l'extra-terrestre                  | 30,000                     | N.D.                      |
| 1983-84         | Flashdance                              | 9,000                      | N.D.                      |
| 1984-85         | Non ci resta che piangere               | 15,000                     | N.D.                      |
| 1985-86         | Rambo 2 - La vendetta                   | 24,000                     | N.D.                      |
| 1986-87         | Il nome della rosa                      | 21,273                     | N.D.                      |
| 1987-88         | L'ultimo imperatore                     | 17,300                     | 23,000                    |
| 1988-89         | Chi ha incastrato Roger Rabbit          | 22,500                     | N.D.                      |
| 1989-90         | Indiana Jones e l'ultima crociata       | 17,278                     | N.D.                      |
| 1990-91         | Balla coi lupi                          | 22,183                     | N.D.                      |
| 1991-92         | Johnny Stecchino                        | 42,000                     | N.D.                      |
| 1992-93         | La bella e la bestia                    | 42,000                     | 19,004                    |
| 1993-94         | Jurassic Park                           | 51,000                     | N.D.                      |
| 1994-95         | Il mostro                               | 35,000                     | 18,080                    |
| 1995-96         | Viaggi di nozze                         | 30,000                     | 12,600                    |
| 1996-97         | Il ciclone                              | 77,000                     | 28,085                    |
| 1997-98         | Titanic                                 | 81,000                     | 51,891                    |
| 1998-99         | Così è la vita                          | 60,000                     | 22,523                    |
| 2000            | Chiedimi se sono felice                 | 75,000                     | 28,459                    |
| 2001            | Harry Potter e la pietra filosofale     | -                          | 27,184                    |
| 2002            | Natale sul Nilo                         | -                          | 28,296                    |
| 2003            | Il paradiso all'improvviso              | -                          | 24,954                    |
| 2004            | Shrek 2                                 | -                          | 20,854                    |
| 2005            | Natale a Miami                          | -                          | 21,249                    |
| 2006            | Il codice da Vinci                      | -                          | 28,678                    |
| 2007            | Natale in crociera                      | -                          | 23,462                    |
| 2008            | Madagascar 2                            | -                          | 25,092                    |
| 2009            | L'era glaciale 3 - L'alba dei dinosauri | -                          | 29,694                    |
| 2010            | Avatar                                  | -                          | 68,676                    |
| 2011            | Che bella giornata                      | -                          | 43,474                    |
| 2012            | Benvenuti al Nord                       | -                          | 27,178                    |
| 2013            | Sole a catinelle                        | -                          | 51,936                    |
| 2014            | Maleficent                              | -                          | 14,025                    |
| 2015            | Star Wars - Il risveglio della Forza    | -                          | 25,551                    |
| 2016            | Quo vado?                               | -                          | 65,366                    |
| 2017            | La bella e la bestia                    | -                          | 20,509                    |
| 2018            | Bohemian Rhapsody                       | -                          | 29,079                    |
| 2019            | Il re leone                             | -                          | 37,515                    |
| 2020            | Tolo Tolo                               | -                          | 46,201                    |
| 2021            | Spider-Man: No Way Home                 | -                          | 25,048                    |
| 2022            | Avatar - La via dell'acqua              | -                          | 44,799                    |
| 2023            | C'è ancora domani                       | -                          | 36,895                    |
| 2024            | Inside Out 2                            | -                          | 46,531                    |
| 2025            | Lilo & Stitch                           | -                          | 22,348                    |